# Slavland
Slavland – polski projekt muzyczny powstały w 2001 roku w miejscowości Sławków w województwie śląskim z inicjatywy multiinstrumentalisty znanego pod pseudonimem Belzagor. Muzyka Slavland zaliczana jest do nurtu pagan metal.

## Dyskografia
- Oddech Świętego Gaju (demo, 2001)
- Gęstwiny Dróg Zapomnienia (album, 2002)
- Pieśń Gromu (album, 2002)
- Zapomniane Kurhany (album, 2003)
- Szepty Starych Dębów (album, 2004)
- Tarcza Swaroga (album, 2006)
- Echa Wieków Pradawnych (album, 2007)
- Lechita (album, 2009)
- Wiec (album, 2016)[2]